# Церковь Успения Пресвятой Богородицы (Лыхны)

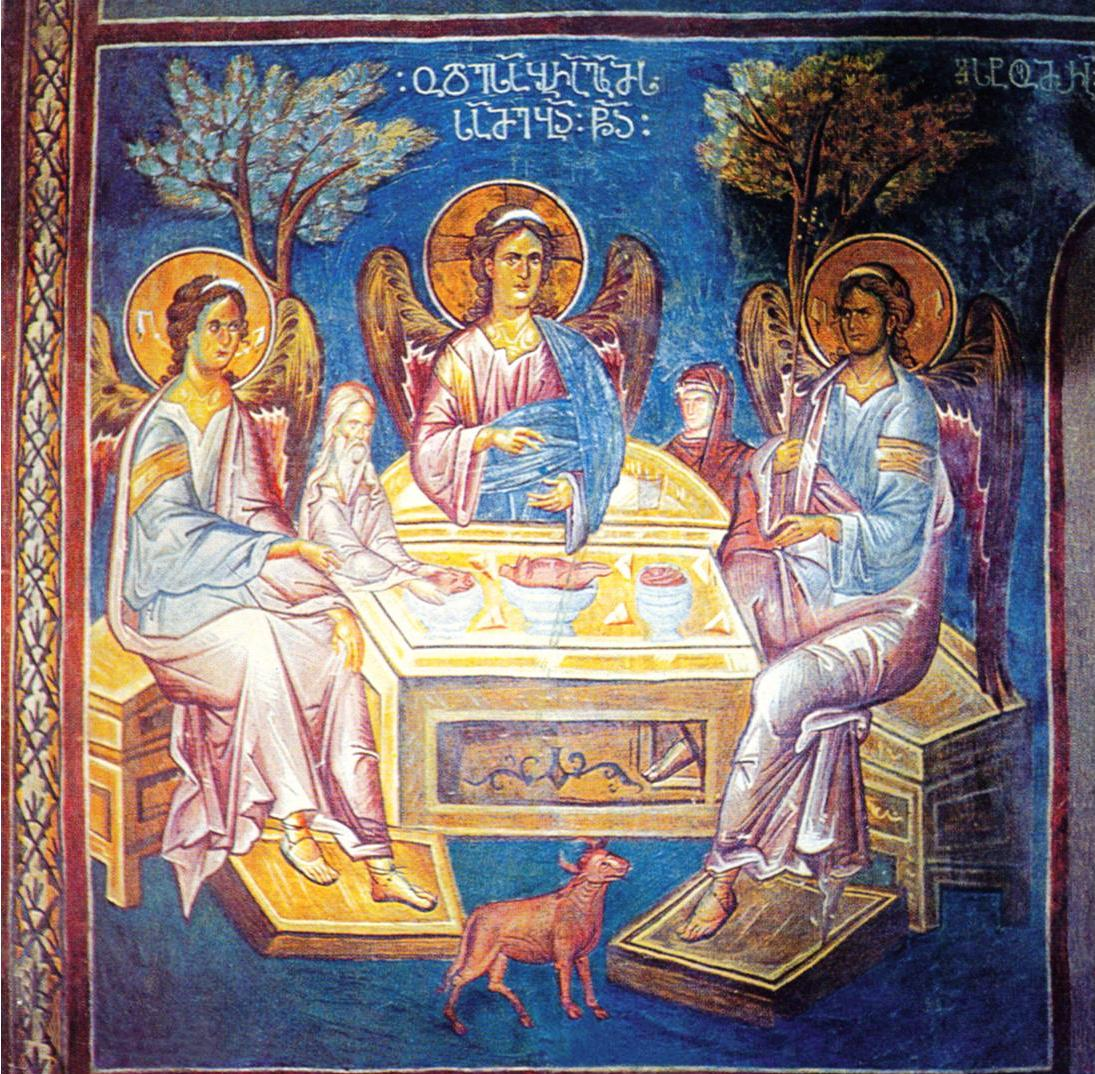
Фреска XIV века с изображением Авраама и Святой Троицы.

Церковь Успения Пресвятой Богородицы (груз. ლიხნის ტაძარი) — средневековая православная церковь в селе Лыхны {Абхазия}. Церковь была построена в X веке. Её фрески XIV века выполнены под влиянием византийского искусства того времени и украшены более чем дюжиной греческих надписей. В 2007 году церковь была включена в список недвижимых культурных памятников национального значения Абхазии

## Описание
Лыхненская церковь представляет собой крестово-купольный храм, вписанный в наружный прямоугольник стен. Он построен из ровных рядов хорошо очищенного камня пепельного цвета. У церкви небольшой купол с низким барабаном и скатной крышей, который покоится на четырёх свободно стоящих опорах. Западная часть здания включает в себя верхнюю галерею. Фасады простые, с небольшими окнами и тремя апсидами, выступающими из восточной стены.
Сохранились следы настенной живописи X—XI века, но существующий цикл фресок датируется XIV веком. Они характеризуются аккуратно окрашенными, динамичными и выразительными изображениями несколько вытянутых человеческих фигур. На верхнем ярусе центральной апсиды изображения сидящей на троне Богоматери с младенцем и двумя ангелами, композиция Евхаристии, сцена «Жёны-мироносицы у Гроба Господня», встреча жён-мироносиц с воскресшим Христом. На среднем ярусе апсиды изображение «Гостеприимства Авраама» с тремя ангелами, сюжет «Жертвоприношение Авраама», фигуры ангелов и святителей. На нижнем ярусе изображения святителей Василия Великого и Григория Богослова. На западной стене — часть композиции «Успение Пресвятой Богородицы» и сцена передачи Богородицей пояса апостолу Фоме. Снаружи над дверью южного придела — изображение Богородицы на троне с двумя ангелами за ней.
Древности села Лыхны, тогда также известного как Сук-Су, были впервые изучены и описаны в 1848 году французским ученым Марием Броссе который также скопировал несколько средневековых грузинских и греческих надписей из церкви. Следует отметить грузинскую надпись шрифтом ассомтаврули, касающуюся появления кометы Галлея в 1066 году, во времена правления царя Грузии Баграта IV:
Христос, благославен Ты Богом и Господином всего сущего. Это произошло от сотворения мира лета 6669… в царствование Баграта IV, сына Георгия … В апреле месяце появилась звезда, из недр которой исходили лучи возвышаясь перед ней, подобно святому сиянию
В храме находится могила владетельного князя Абхазии Сафарбея Чачба-Шервашидзе.
В 2010 году абхазскими властями была начата реставрация церкви. Работы, по мнению грузинских специалистов, сопряжены с риском нарушения подлинности.